# 香雪美術館

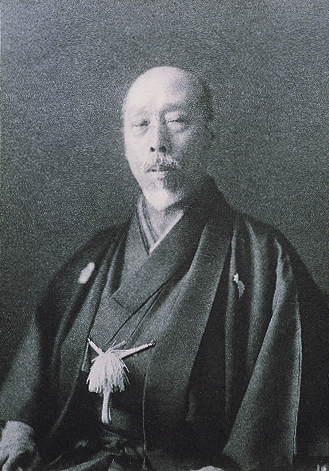
村山龍平

香雪美術館（こうせつびじゅつかん）は、兵庫県神戸市東灘区にある、東洋古美術を中心とした美術館。村山龍平の収集品を収蔵展示、運営は公益財団法人香雪美術館。2021年末より改修工事のため長期休館中、所蔵品の展示は分館である中之島香雪美術館で行っている。

## 概要
朝日新聞社創立者で、茶人でもあった村山龍平（むらやま りょうへい、1850年 - 1933年）の収集品を収蔵展示するため、1972年（昭和47年）に財団法人香雪美術館（2010年に公益財団法人香雪美術館へ名称変更）が設立され、翌1973年（昭和48年）に開館した。館名の「香雪」は村山の号である。
村山は伊勢国（現在の三重県度会郡）の出身で、上野理一とともに朝日新聞の創設者である。高橋健三、岡倉覚三（天心）らが中心になって1889年に創刊された美術雑誌「国華」（2018年現在、引き続き刊行中）は創刊後まもなく経営難に陥っていたが、その苦境を救うため、朝日新聞社が同誌の発行元となったことが、村山が古美術に関心を持つきっかけになったという。収集は刀剣武具から始まり、仏教美術、茶道具へと広がっていった。
所蔵作品数は、重要文化財19点、重要美術品23点を含む422点（2018年3月現在）。更に村山家より約1600点が寄託されている。なお、香雪美術館の収蔵品のなかには、村山の娘婿で、のちに朝日新聞社長となった村山長挙（むらやま ながたか、1894年 - 1977年）の収集品5点や、開館後の購入・受贈品7点も含まれている。
運営主体である公益財団法人香雪美術館は、株式会社朝日新聞社の発行済み株式の10%（2008年9月時点）を保有する第5位の、また朝日放送の同7.0%（2010年6月時点）を保有する第3位の、テレビ朝日の同5.00%（2010年9月時点）を保有する第3位の大株主である。
2018年3月21日、朝日新聞大阪本社の所在地でもある中之島フェスティバルタワー・ウエスト（大阪府大阪市北区中之島）4階に分館として中之島香雪美術館を開館した。
日本博物館協会会員館、兵庫県博物館協会加盟館。博物館法に基づく神戸市教育委員会登録博物館である。

## 文化財

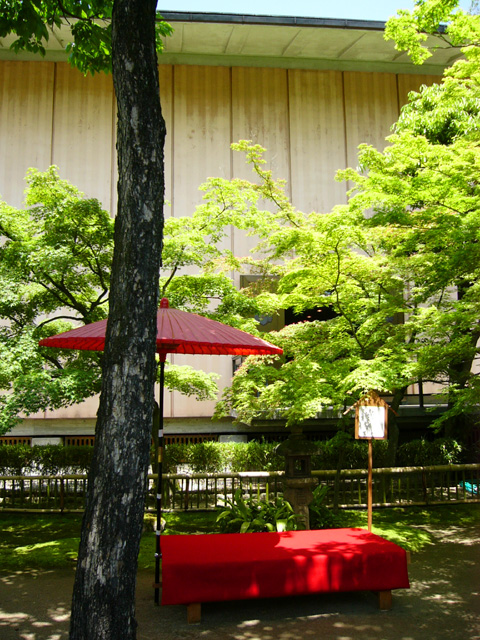
香雪美術館

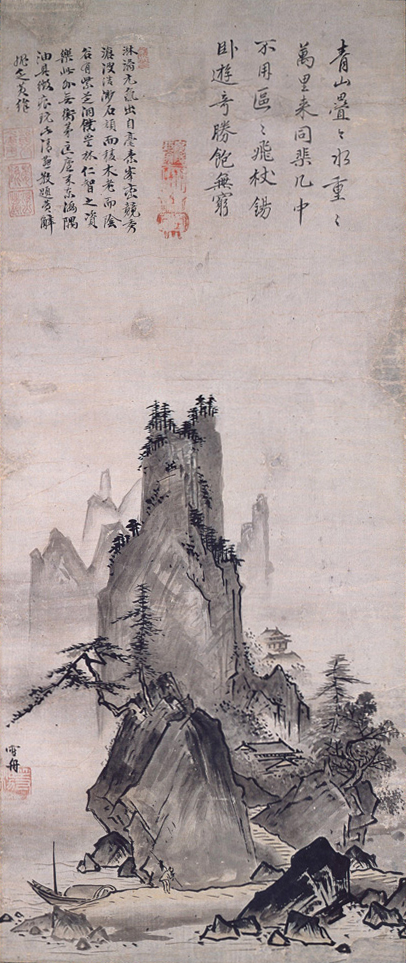
雪舟 山水図

### 重要文化財（美術工芸品）
日本絵画
- 絹本著色聖徳太子像
- 絹本著色稚児大師像
- 絹本著色二河白道図（にがびゃくどうず）
- 絹本著色毘沙門天像
- 紙本著色稚児観音縁起
- 紙本著色病草紙残欠「小法師の幻覚をみる男」
- 紙本著色法華経絵巻
- 紙本墨画淡彩山水図 雪舟筆
- 紙本淡彩湛碧斎図　愚極礼才賛  伝周文筆
- 紙本淡彩瀟湘八景図 六曲屏風 伝周文筆
- 紙本著色レパント戦闘図・世界地図 六曲屏風

中国絵画
- 紙本墨画布袋図 梁楷筆　大川普済（だいせんふさい）賛
- 紙本墨画維摩図 因陀羅筆

彫刻
- 木造薬師如来立像

工芸品
- 志野山水文矢筈口水指（やはずぐちみずさし）
- 太刀 銘吉家作
- 太刀 銘正恒

書跡・古文書
- 大慧宗杲墨蹟　尺牘（だいえそうこうぼくせき　せきとく）　十二月十日才長老宛
- 藤原俊成自筆書状 文治二年三月六日左少弁殿（藤原定長）宛[7]

典拠：2000年（平成12年）までの指定物件については、『国宝・重要文化財大全 別巻』（所有者別総合目録・名称総索引・統計資料）（毎日新聞社、2000）による。

### 重要文化財（建造物）
旧村山邸の建物6棟及び土地が2011年に「旧村山家住宅」の名称で国の重要文化財に指定された。元登録有形文化財（1998年登録）。明治末期から大正期の建築である。
- 洋館 - 1908年上棟、翌年竣工、河合幾次設計
- 書院棟 - 1918年竣工
- 玄関棟 - 1918年頃
- 茶室棟 - 1911年（1918年増築）
- 衣装蔵 - 1912年頃
- 美術蔵 - 1918年頃
- 土地（宅地及び山林16,850.59平方メートル）土地内の門柱、編笠門、石塀、池を含む

敷地の中央南寄りに書院棟が建ち、その東に玄関棟と美術蔵、玄関棟の南に洋館と衣装蔵が建つ。書院棟の北方には渡廊下を介して茶室棟がある。茶室棟は藪内家燕庵（えんなん）写しの茶室「玄庵」（三畳台目、相伴席付き）と、四畳半の茶室「香雪」からなり、玄関、待合、寄付（よりつき）、腰掛、砂雪隠、腰掛待合が付属する。
建物は自然の起伏を生かして配置され、各建物間は渡廊下で結ぶ。明治末期 - 大正期の大規模邸宅が付属建物や庭園を含めて保存されている点で貴重であり、土地を含めて重要文化財に指定されている。
国の補助事業として2024年度(令和6年度)から2028年度(令和10年度)までの予定で茶室棟、書院棟、玄関棟、編笠門の保存修理工事が行われている。

## 交通アクセス
- 阪急神戸線御影駅徒歩5分
- JR東海道線（神戸線）・神戸新交通六甲ライナー住吉駅徒歩10分

## 周辺情報
- 白鶴美術館
- 世良美術館
- 豊雲記念館
- 倚松庵（谷崎潤一郎旧居、ここで『細雪』を執筆）
- 弓弦羽神社
- 住吉村